# USS New London County (LST-1066)
El USS New London County (LST-1066) fue un buque de desembarco de tanques clase 542 de la Armada de los Estados Unidos. 

## Construcción y características
El buque fue construido por Bethlehem-Hingham Shipyard en Hingham, Massachusetts. La puesta de quilla fue el 18 de enero de 1945 y la botadura el 21 de febrero de ese mismo año.
Tenía un desplazamiento estándar de 1653 t, pudiendo desplazar 4080 t a plena carga. Sus dimensiones se formaban con una eslora de 100 m, una manga de 15,3 m y un calado de 4,3 m. Era propulsado por dos motores diésel, que le permitían desarrollar 11,6 nudos. Estaba armado de un total de ocho ametralladoras de calibre 40 mm.

## Servicio

### Estados Unidos
El nuevo buque insignia del LST Group 99 partió de Nueva York el 11 de mayo de 1945 en un convoy hacia el Pacífico occidental. Tres meses después, el LST-1066 llegó a Leyte, Filipinas, a través de las islas Marshall y Carolinas. Después de suministrar municiones a los barcos de la flota, zarpó el 18 de octubre desde el golfo de Lingayen, Luzón, en el primero de dos viajes que transportaban elementos del Sexto Ejército a las islas de origen japonés de Honshu y Shikoku para las tareas de ocupación.
El 30 de noviembre de 1945, se unió a la procesión de barcos viejos y nuevos que regresaban a la base y llegó a San Pedro, California, el 13 de enero de 1946. En marzo de 1946, puesto en la reserva, el LST-1066 se unió a la Flota de Reserva del Pacífico en el estrecho de Puget.
Aunque se le dio un nombre, New London County, el 1 de julio de 1955, el buque permaneció inactivo hasta las secuelas de la crisis de los misiles en Cuba de 1962. El New London County se unió al ResLSTRon TWO en Little Creek en 1963, que participaría de la ocupación de la República Dominicana de 1965.
La escalada de la guerra de Vietnam, un país con puertos precarios, forzó a Estados Unidos a devolver al servicio varios buques de desembarco de tanques, incluido el LST-1066, el 21 de diciembre de 1965. Después de un breve período de astillero y un entrenamiento intensivo de actualización en Pearl Harbor, el escuadrón llegó al Pacífico occidental en abril de 1966.
Con puerto de origen en Sasebo, Japón, el New London County pasó gran parte de su tiempo descargando suministros, especialmente cemento, a lo largo de la costa central de Vietnam del Sur. En febrero de 1967, nuevos pedidos dirigieron el barco a Busan, Corea del Sur. Allí fue dada de baja el día 27 y fue entregada al Servicio de Transporte Marítimo Militar en cuyo servicio continuó navegando durante 1969. El 13 de enero de 1970, mientras se encontraba en la costa vietnamita, resultó dañada por una explosión submarina. Posteriormente fue remolcada a Đà Nẵng para su reparación.

### Chile
El Gobierno de Chile compró el USS New London County el 29 de agosto de 1973. El buque fue incorporado por la Armada de Chile el 30 de enero de 1974, renombrándolo como LST-88. Finalmente, causó baja el 14 de octubre de 1983.